# قطعنامه ۱۴۷۹ شورای امنیت
قطعنامه ۱۴۷۹ شورای امنیت سازمان ملل متحد که در تاریخ ۱۳ مه ۲۰۰۳ تصویب شد، سندی بین‌المللی دربارهٔ بررسی وضعیت در ساحل عاج است. این قطعنامه طی نشست ۴۷۵۴ام با ۱۵ رای موافق، ۰ مخالف و ۰ ممتنع تصویب شد.